# Ovanches
Ovanches är en kommun i departementet Haute-Saône i regionen Bourgogne-Franche-Comté i östra Frankrike. Kommunen ligger i kantonen Scey-sur-Saône-et-Saint-Albin som tillhör arrondissementet Vesoul. År 2022 hade Ovanches 153 invånare.

## Befolkningsutveckling
Antalet invånare i kommunen Ovanches
| Referens: INSEE |